# Мышеловка (фильм)
«Мышело́вка» — советский детективный художественный фильм режиссёра Самсона Самсонова, снятый в 1990 году по одноимённой пьесе английской писательницы Агаты Кристи. Фильм посвящён памяти автора сценария фильма Владимира Басова, скончавшегося в 1987 году.

## Сюжет
Молодая пара Джайлс и Молли Рэлстоны организует пансион в 30 милях от Лондона. Открытие заведения приходится на день сильного снегопада, так что постояльцы, прибыв сюда, оказываются словно отрезанными от мира. По радио сообщают об убийстве бывшей хозяйки фермы, где от истязаний погиб мальчик, но сперва собравшихся это не слишком-то заботит. Неожиданно в пансион на лыжах приходит полицейский, сообщающий, что и здесь в скором времени, возможно, произойдёт убийство…

## В ролях
- Елена Попова — Молли Рэлстон, жена Джайлса, хозяйка пансиона «Монксуэлл-мэнор»
- Елена Степаненко — миссис Бойл, гостья пансиона, бывшая судья
- Елена Степанова — мисс Кейсуэлл, гостья пансиона / Кэт Троттер
- Владимир Сошальский — мистер Паравичини, нежданный гость пансиона
- Никита Высоцкий — Джорджи Троттер, сержант полиции
- Борис Химичев — майор Мэткалф, гость пансиона, старый служака
- Евгений Парамонов — Джайлс Рэлстон, муж Молли, хозяин пансиона «Монксуэлл-мэнор»
- Антон Курепов — Кристофер Рен